# Стара церква (Делфт)
Стара церква (нід. Oude Kerk (Delft), Аудекерк) — католицький парафіяльний храм у нідерландському місті Делфті, яскрава пам'ятка готичної архітектури XIII—XIV століть, найстаріший храм міста.

## Опис

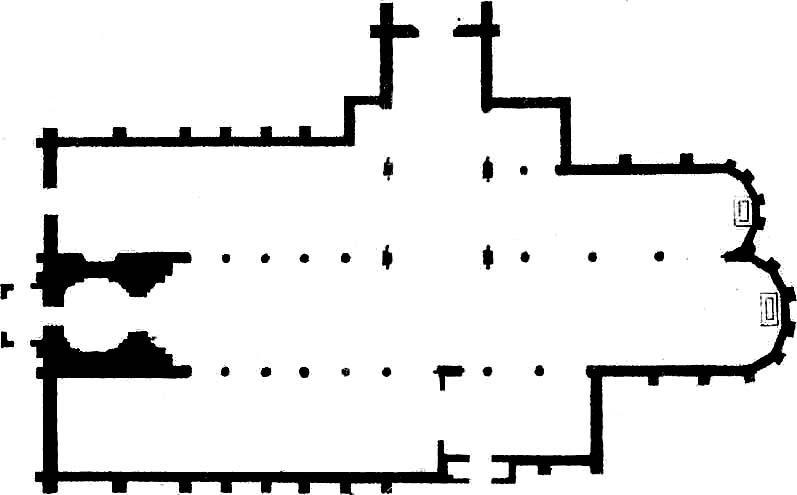
Планування церкви (1843)

Стара церква у Делфті побудована за принципом базиліки — має простору центральну наву і 2 менших бічних нефа. 
Церква піддавалася численним перебудовам, які припинилися в період Реформації (північний трансепт залишився незавершеним). 75-тиметрова башта-храмова дзвіниця у теперішній час відхилена від вертикалі приблизно на 2 метри. 
У XVII—XIX століттях у церкві встановили 3 органи. Головний орган, виготовлений Крістіаном Готлібом Фрідріхом Вітте, датується 1857 роком. У нього 41 голос і 2 580 рурок. 
У 1570 році на дзвіницю був поміщений дзвін «Бурдон» завважки 9 тонн, який нині використовується під час похоронних процесій при похованні членів королівської сім'ї. 
У Старій церкві Делфта розташовано близько 400 поховань, серед них могили Мартіна Тромпа, Яна Вермера, Антоні Левенгука.

## Історія
Стара церква в Делфті була заснована як церква Св. Варфоломія в 1246 році на місці попередньої церкви, що мала свій початок двома століттями раніше. Планування храму було наслідуванням тодішньої традиції в сакральній архітектурі — базиліка з навою в оточенні двох менших притворів.
Башта з її центральним шпилем і чотирма кутовими вежами була додана до культової споруди в період 1325—50 років, і вона домінувала в міському пейзажі Делфта цілих півтора століття, поки не була перевершена висотою Нової церкви (Ніве Керк). Цілком можливо, що хід сусіднього каналу повинний був бути трохи зміщений, щоб звільнити місце для вежі, залишаючи нестійку базу, що призвело до того, що з часом башта незначно похилилась.

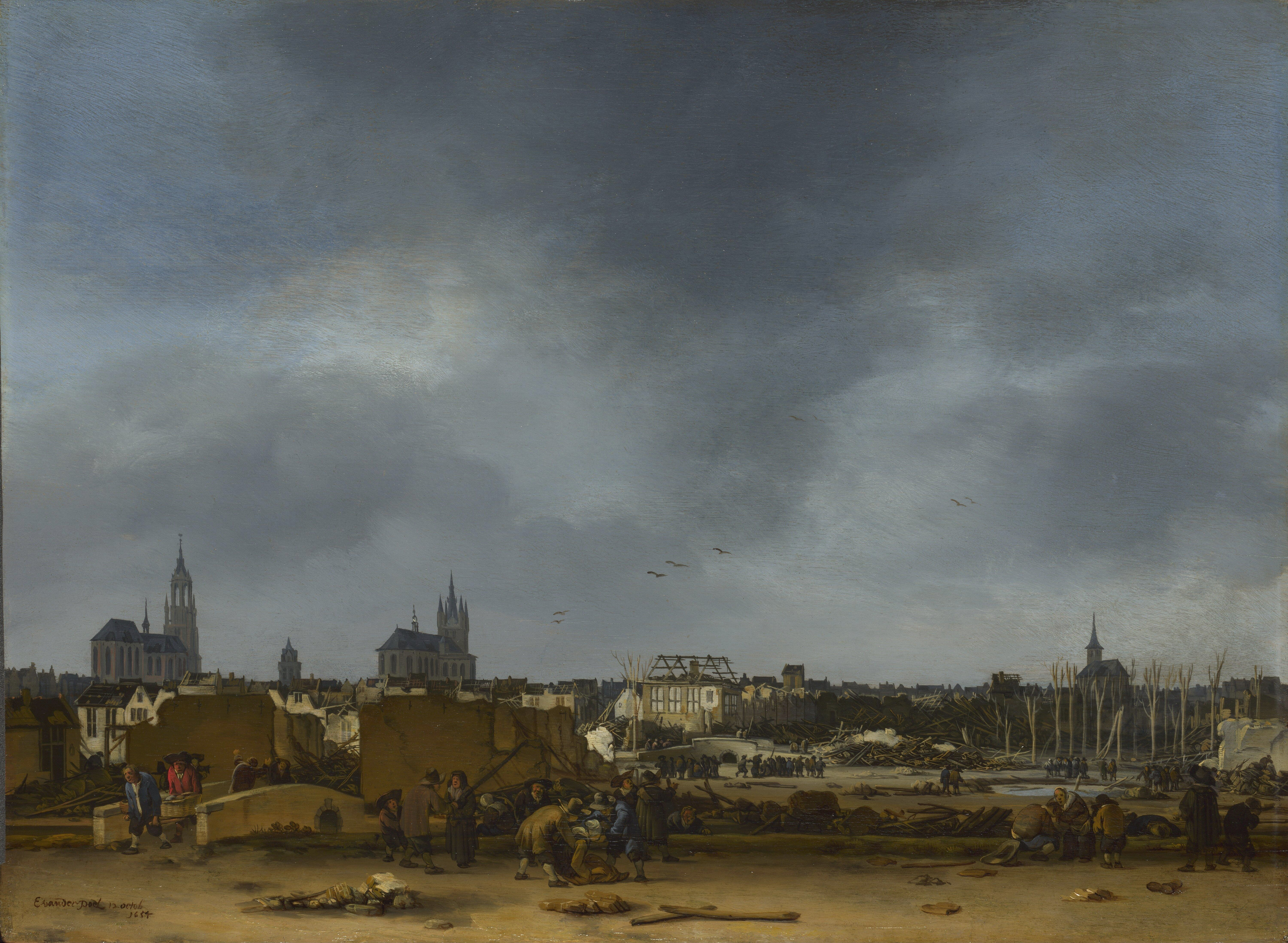
Делфт після вибуху 1654 року на картині художника ван дер Поля (Egbert van der Poel, 1621—1664)

До кінця XIV століття було здійснено добудову бічних притворів до висоти нефу, що перетворило будівлю храму в зальну церкву, яку освятили на честь святого Іпполіта. Церкву знову повернули до вигляду типової хрестоподібної базиліки під час будівництва вищого нефу в період між приблизно 1425 і 1440 роками.
Делфтська пожежа 1536 року і потрясіння протестантської Реформації завдали передчасного кінця амбітним проектам розширення Старої церкви, які провадили два майстри з давнього роду міських будівничих Келдерманів (Kelderman) . Цей етап будівництва завершився залишенням плаского даху та кам'яних стін північного трансепта, що помітно відрізняється від стилю решти будівлі.
Велика пожежа, іконоборство, погода, і зрештою вибух порохового складу в Делфті в 1654 році негативно вплинули на Стару церкву та її обстановку, зумовивши чимало ремонтних робіт протягом багатьох років. Під час одного з оновлень, вежі були перебудовані у вертикальніше положення, ніж раніше і ніж уся основа храму, надавши, таким чином, загальній будові храму трохи ламаного вигляду. 
Теперішні вітражі делфтської Старої церкви були виконані майстром-скляром Йопом Ніколасом (Joep Nicolas) у середині ХХ століття.

## Галерея

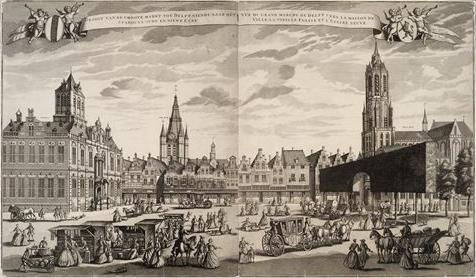
Вид на ринкову площу Делфта (Хроте Маркт), ратушу, Стару і Нову церкви, гравюра близько 1730 року
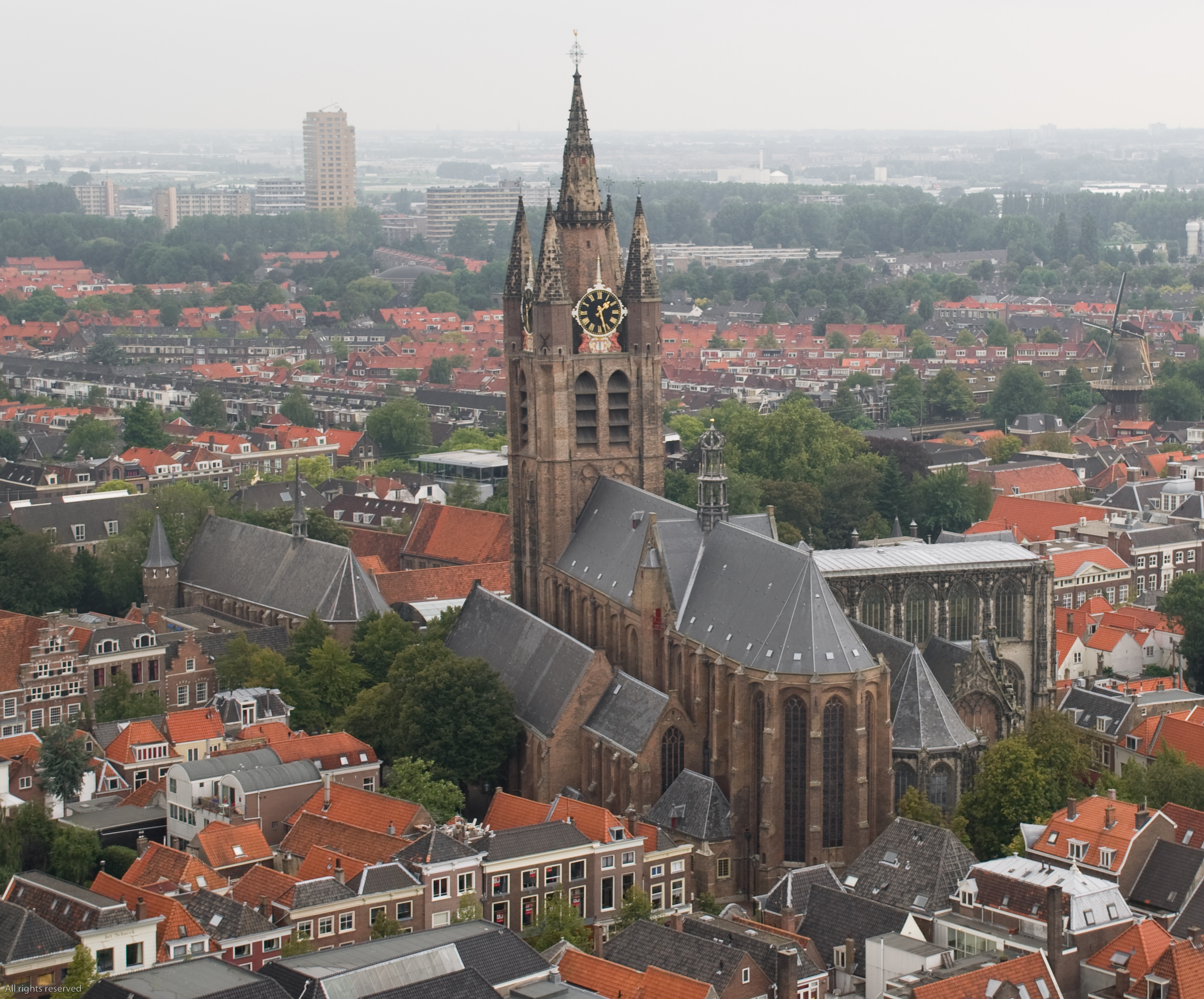
Вид Старої церкви у міському пейзажі Делфта
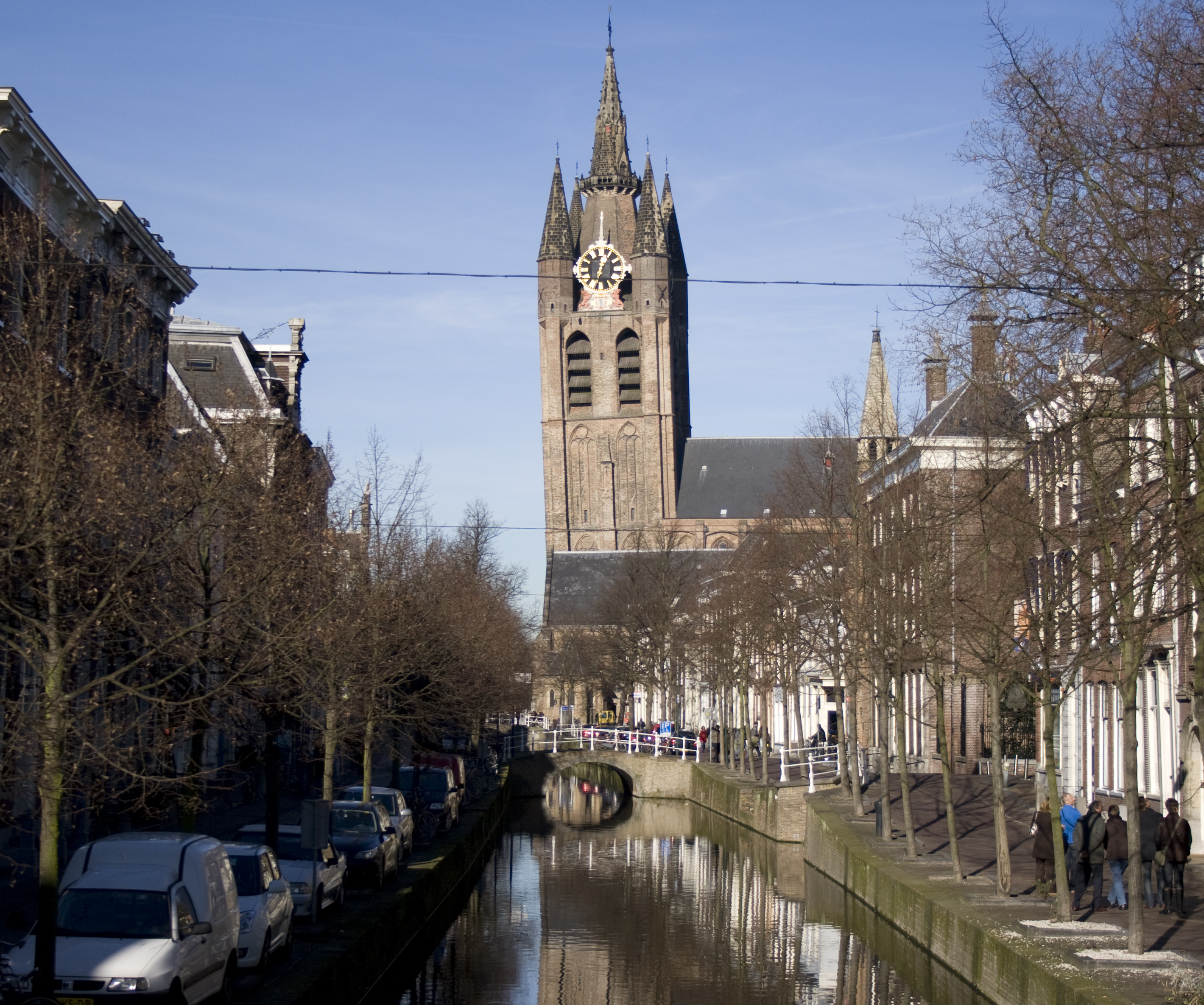
на  фото (2008) добре видно нахил дзвіниці
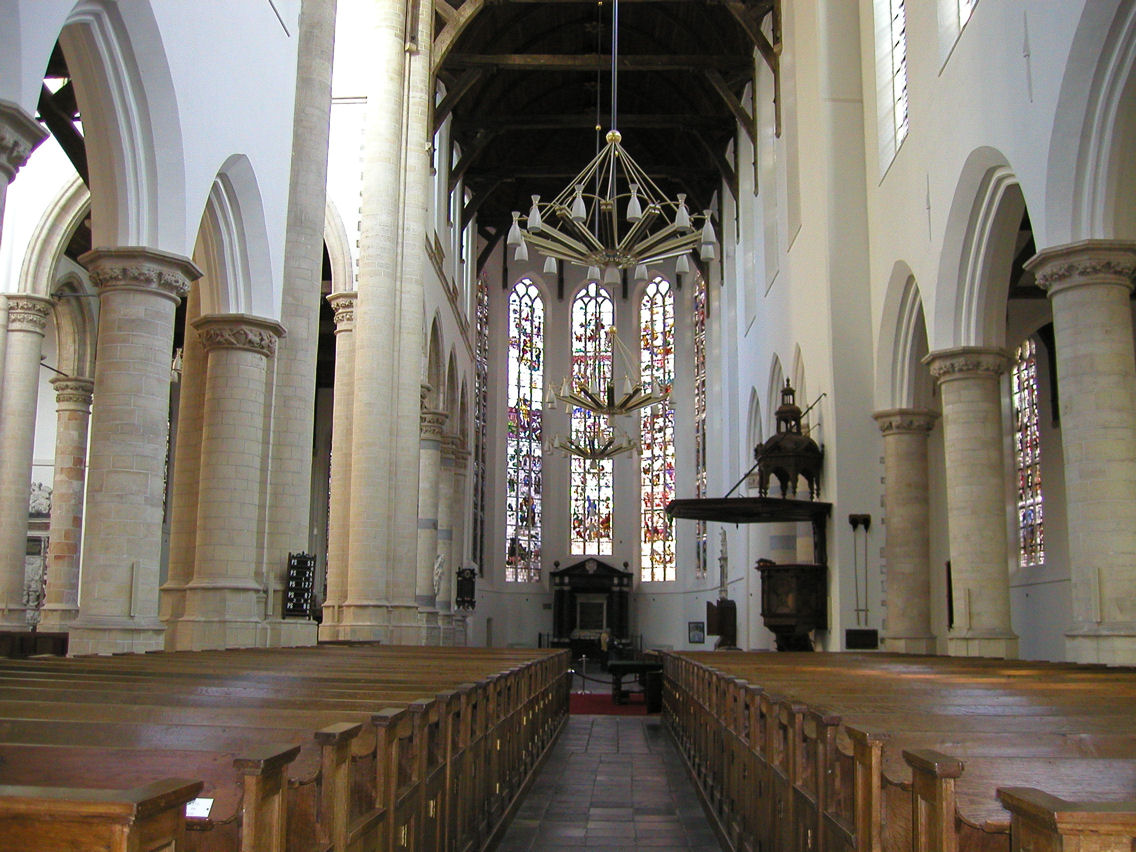
Інтер'єр храму
- Біля Старої церкви на Ауде Делфт, 1923 рік